# Psilocymbium pilifrons
Psilocymbium pilifrons är en spindelart som beskrevs av Alfred Frank Millidge 1991. Psilocymbium pilifrons ingår i släktet Psilocymbium och familjen täckvävarspindlar.
Artens utbredningsområde är Colombia. Inga underarter finns listade i Catalogue of Life.